# Klages Klump
Karl Seifer (Pseudonym: Klages Klump; * 5. Februar 1899 in Groß Düngen bei Salzdetfurth; † 6. Juni 1972) war ein deutscher Bauer, Schriftsteller und Mundartautor sowie Maler.

## Leben
Karl Seifer wurde in der Gründerzeit des Deutschen Kaiserreichs 1899 in dem Ort Groß Düngen geboren, der später nach Bad Salzdetfurth eingemeindet wurde. Den kleinen Bauernhof seines Vaters übernahm Seifer später.
Als Autodidakt brachte er sich das Malen bei.

## Ehrungen
In Bad Salzdetfurth wurde der Klages-Klump-Weg nach ihm benannt.

## Schriften
als Klages Klump:
- As Rekrute beu de Dragoners. Streike und Belewnisse, Hildesheim: Kornacker Verlag, 1927
- Mein Ochse Hannes. Eine Geschichte mit urwüchsigem Humor, 2. Auflage, Hildesheim: Gerstenberg, 1988, ISBN 978-3-8067-8109-0 und ISBN 3-8067-8109-5
- Unter der Dorflinde. Ernste und heitere Erzählungen, 2. Auflage, Hildesheim: Gerstenberg Verlag, 1988, ISBN 978-3-8067-8110-6 und ISBN 3-8067-8110-9; Inhaltsverzeichnis
- Düt un dat in Hoch un Platt, unveränderter Nachdruck, 2. Auflage, Hildesheim: Gerstenberg, 1988, ISBN 978-3-8067-8111-3 und 3-8067-8111-7; Inhaltsverzeichnis